# ALGOL

Sprachfamilie

ALGOL (eine Abkürzung für „Algorithmic Language“), meist Algol geschrieben, ist der Name einer Familie von Programmiersprachen, die ab Ende der 1950er Jahre bis in die 1980er Jahre Verwendung fanden. Trotz etlicher Gemeinsamkeiten in Struktur, Syntax und Semantik sind diese Sprachen eigenständig und haben unterschiedliche Entstehungsgeschichten. Alle Algol-Varianten haben erheblichen Einfluss auf die weitere Entwicklung von Programmiersprachen gehabt. Die Sprachen C und Pascal etwa sind Weiterentwicklungen von Algol 60.
Es gab folgende Fassungen von Algol:
- Algol 58, ein bekannter Ableger ist Jovial oder Neliac
- Algol 60
- Algol 68
- Algol W

## GOLOG
Die Programmiersprache GOLOG (für „Algol in Logic“) erweitert ALGOL um Elemente des Situationskalküls.